# Thomas Chalmers Harbaugh
Thomas Chalmers Harbaugh (ur. 13 stycznia 1849 w Middletown w stanie Maryland, zm. 28 października 1924) – amerykański powieściopisarz i poeta. 
Był autorem ogromnej liczby powieści sensacyjnych. Pisał też wiersze. Wydał tomik Maple Leaves: Poems (1884). Jest znany jako autor utworu Trouble in the Amen Corner. Ostatnie lata życia spędził w domu opieki. 